# 미르타자핀
미르타자핀(영어: Mirtazapine, 상품명은 레메론(Remeron)을 사용한다)은 1996년에 미국의 오르가논(현 MSD) 사에서 발표한 NaSSA(노르아드레날린 특정 세로토닌) 계열에 속하는 광범위 항우울제이다.
SSRI 및 SNRI와는 확연히 다른 작용 기전으로 주요 우울증의 치료에 이용되며, 물질 및 용도 특허가 만료된 이후에, 국내 업체인 현대약품의 '멀타핀정'의 경우, 원료 합성에서 완제품까지 100% 국산화에 성공하여, 제네릭 의약품으로 출시하였고, 명인제약의 '밀타정', 환인제약의 '미르젠탁정'이라는 제네릭 의약품으로 출시한 바 있다.

## 약리 작용
히스타민 수용체 차단 작용과 특정 세로토닌 수용체 차단 효과로 진정 작용이 강한 광범위 항우울제이므로, 기존 SSRI 계열 항우울제가 가지고 있는 성 기능 장애, 불안, 초조, 불면, 구역질, 구토 등의 부작용이 현저히 낮을 뿐만 아니라, 항불안제, 수면제, 구토약, 식욕유발제로도 주로 사용된다. 구조적으로 삼환계 항우울제(TCAs)보다 작용기전이 확연히 다른 미르타자핀은 사환계 항우울제(TeCA)로 분류할 수 있으며, 미안세린의 6-aza 유사체이다. 또한 라세미 혼합물로, R-입체 이성질체와 S-입체 이성질체의 조합으로부터 나온다.

## 종류
물질 및 용도 특허가 만료되어, 2012년 하반기에 제네릭 의약품으로 출시한 '멀타핀(현대약품)'을 비롯해서, '밀타(명인제약)', '미르젠탁(환인제약)' 등으로 풀려져 있다.
더욱이, 오렌지향으로 입 안에서 바로 녹여서 복용이 편리한 구강 붕해정(Orally Disintegrated Tablet)의 경우, 한국MSD의 '레메론 솔탭정'과 국내 업체인 명인제약에선, '밀타오디정'으로 판매 하고 있으며, 레메론 제네릭(복제약)을 제조하는 국내 업체인 현대약품과 명인제약이 국내 최초로 발매한 멀타핀정과 밀타정, 밀타오디정 7.5mg의 경우, 그 동안 15mg의 분할처방으로 인해 겪었던 번거로움을 해소하기 위해 최저용량으로 출시하여, 복약 순응도 또한 한층 개선시켰다.
- 정제
  - 레메론정(한국MSD) : 15/30mg
  - 멀타핀정(현대약품) : 7.5/15/30mg
  - 밀타정(명인제약) : 7.5/15/30mg
  - 미르젠탁정(환인제약) : 7.5/15/30mg

- 구강붕해정
  - 레메론솔탭정(한국MSD) : 15/30mg
  - 밀타오디정(명인제약) : 7.5/15/30mg
  - 미르젠탁오디정(환인제약) : 7.5/15/30mg

## 의학적 용도

### 허가된 적응증과 오프 라벨
미르타자핀의 적응증은 수면 유지가 곤란한 불면증을 동반하는 주요 우울 장애 및 기타 기분장애의 치료이므로, 진정 작용이 강하여 불면증 환자를 일찍 잠들게 하며, 자연 숙면을 유도하게 해주고, 항우울 효과는 물론, 항불안 효과도 나타내므로, 어지러움, 두통, 입 마름, 오심, 구토 등의 부작용이 현저히 낮은 안전한 항우울제이다.
그러나, 다음과 같은 질환의 완화에도 효과적이므로, 오프라벨로 처방되는 경우가 있다.

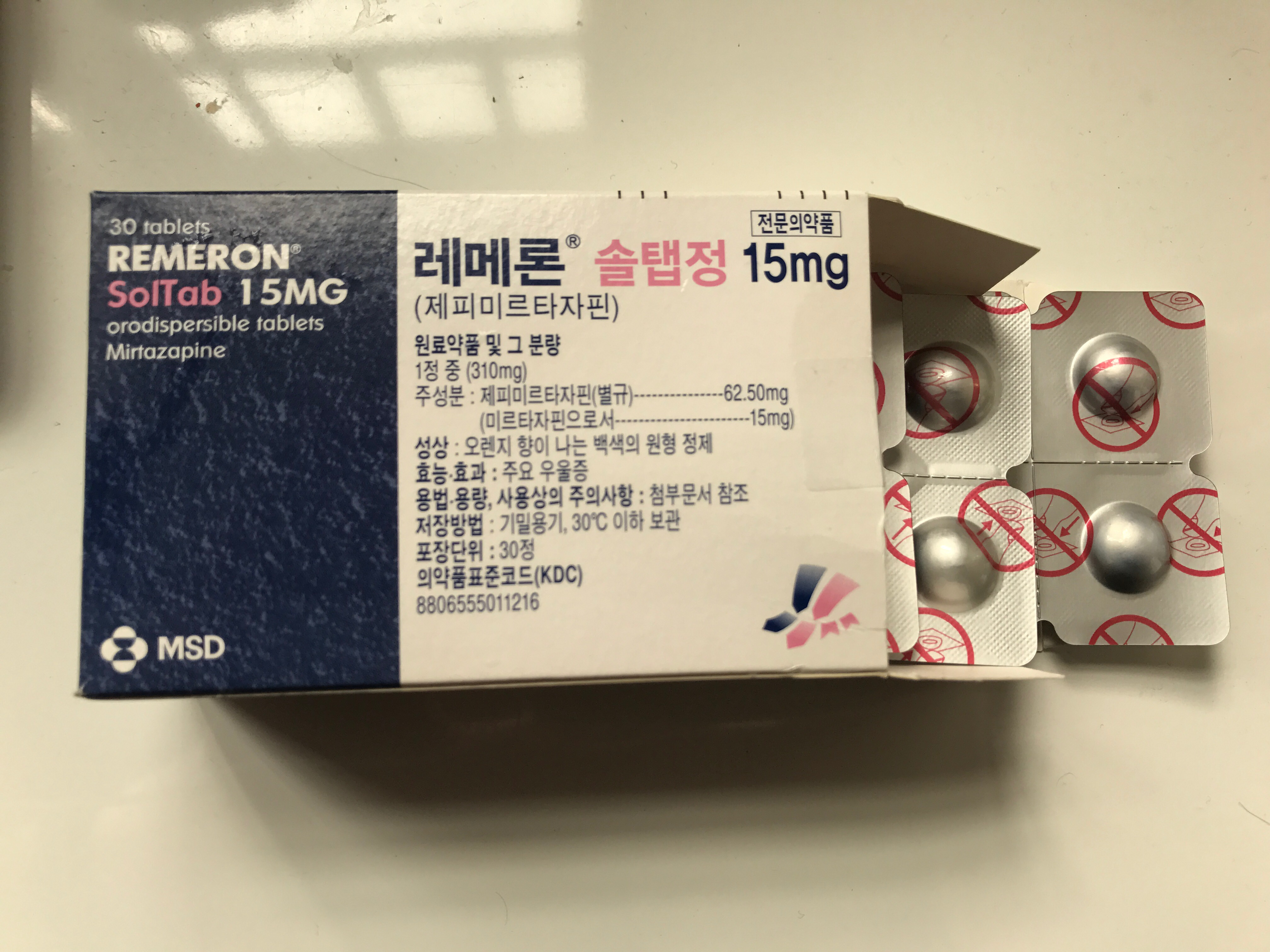
레메론 15mg 솔탭정 (한국MSD)

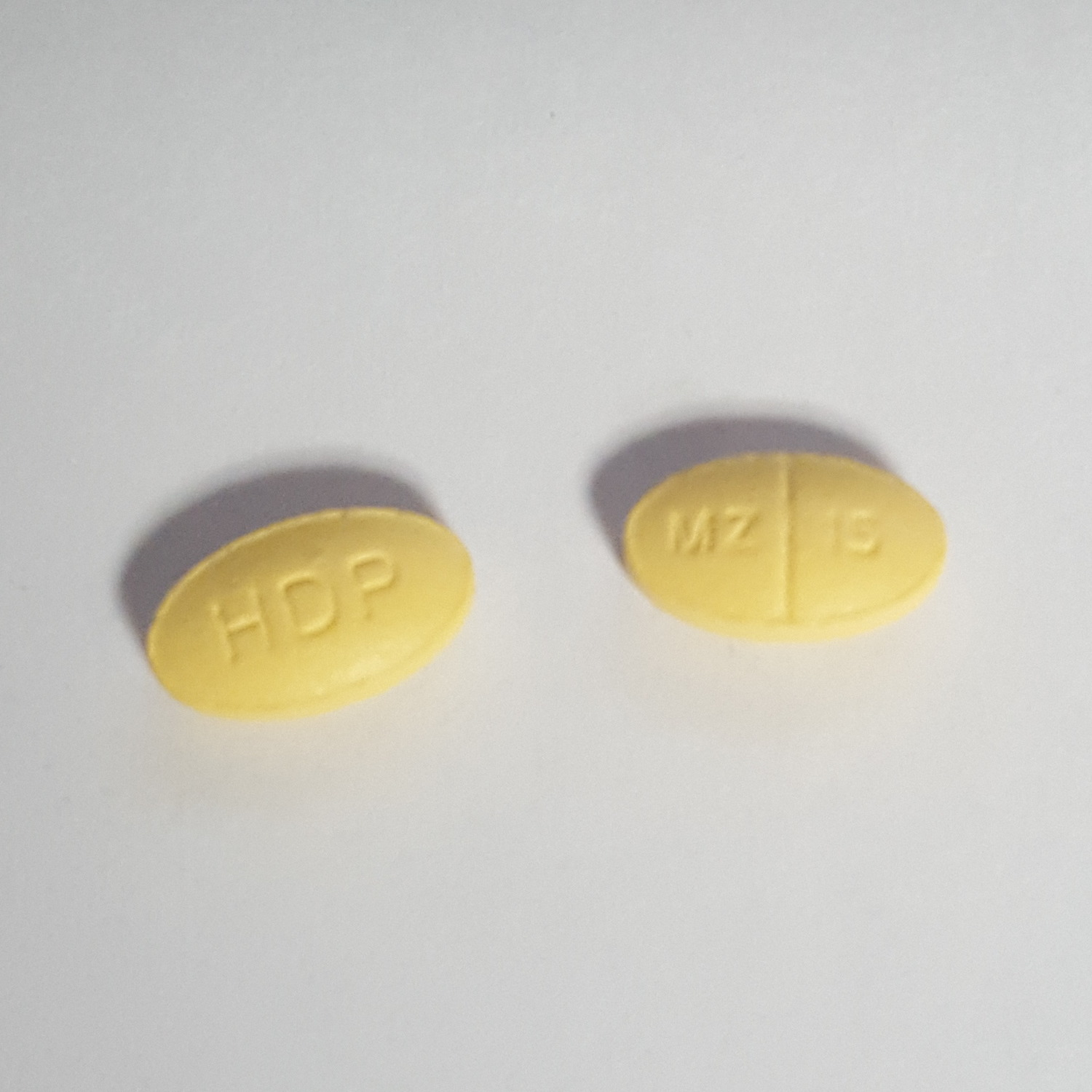
멀타핀정 15mg (현대약품)

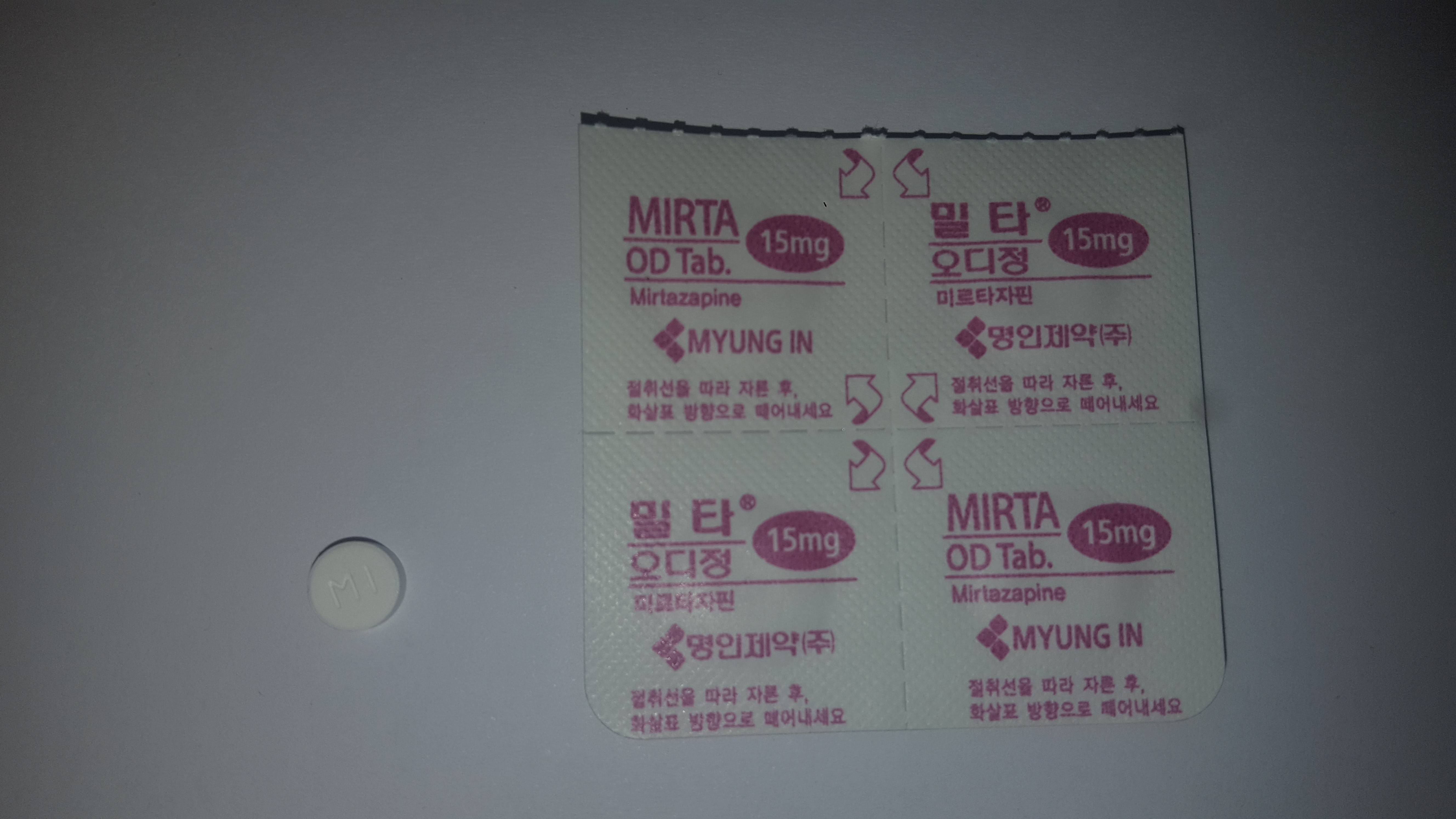
밀타오디정 15mg (명인제약)

- 범불안장애
- 사회 공포증
- 강박 장애
- 공황 장애
- 외상 후 스트레스 장애
- 거식증/저체중
- 불면증
- 구역질/구토
- 가려움
- 두통 및 편두통

### 복용시 주의
- 무과립세포증 : 이 약을 복용하는 환자는 무과립세포증의 발현위험성에 대해 경고되어야 한다. 환자는 발열, 떨림, 목이 아프고 위점막궤양이나 다른 감염증의 이상 징후가 보이면 의사와 상의해야 한다. 아울러, 독감유사 증상이나 감염증을 암시하는 다른 증상이 나타나면 특별히 주의해야 한다.
- 인식력과 운동 수행 능력 장애 : 진정 작용이 강한 항우울제이므로, 대부분 판단, 사고, 운동 능력을 혼돈시킬 수 있다. 미르타자핀을 복용하는 환자들에게 바람직하지 않은 영향을 주지 않음이 확실해질 때까지 환자들에게 자동차를 비롯한 위험한 기계 조작은 가능한한 주의시켜야 한다.
- 병용 약물 투여 : 환자는 다른 약물을 복용하고 있거나 복용하고자 하면, 다른 약제와 상호작용이 있을 수 있으므로 의사에게 즉각 알려야 한다.
- 알코올 섭취 : 약물 복용에 의한 인식 및 운동 능력의 손상이 알코올 섭취로 강화될 수 있으므로, 이 약을 복용하는 동안 알코올 섭취는 가능한한 피하도록 한다.